# Chorizanthe corrugata
Chorizanthe corrugata (Torr.) Torr. & A.Gray – gatunek rośliny z rodziny rdestowatych (Polygonaceae Juss.). Występuje naturalnie w północno-zachodnim Meksyku (w stanach Kalifornia Dolna i Sonora) oraz wschodnich Stanach Zjednoczonych (w Kalifornii, Nevadzie i Arizonie). 

## Morfologia
PokrójRoślina jednoroczna dorastająca do 5–15 cm wysokości. Pędy są owłosione.
LiścieBlaszka liściowa liści odziomkowych ma owalny kształt. Mierzy 8–15 mm długości oraz 5–15 mm szerokości. Ogonek liściowy jest owłosiony i osiąga 5–20 mm długości.
KwiatyZebrane w wierzchotki jednoramienne, rozwijają się na szczytach pędów. Okwiat ma obły kształt i białą barwę, mierzy do 2–3 mm długości.
OwoceNiełupki o kulistym kształcie, osiągają 2–3 mm długości.

## Biologia i ekologia
Rośnie w zaroślach, na murawach oraz terenach skalistych. Występuje na wysokości do 1000 m n.p.m. Kwitnie od lutego do maja.